# زيد بن شاكر
الأمير زيد بن شاكر (4 سبتمبر 1934 - 30 أغسطس 2002) سياسي أردني وقائد عسكري ولد في عمان. شغل منصب القائد العام للقوات المسلحة الأردنية لمدة 12 سنة وكان رئيس وزراء الأردن لثلاث مرات. منحه الملك حسين لقب (أمير) في 4 فبراير عام 1996
كان الأمير زيد أحد رجالات الرعيل الأول الذين كان لهم دور مشهود في بناء الأردن وازدهاره إلى جانب الملك الحسين في فترات دقيقة وحساسة في تاريخ الأردن، لعب الأمير زيد بن شاكر دوراً كبيراً في الدفاع عن تاريخ الأردن والمحافظة عليه والعمل لما فيه صالح المواطنين ورفع الحرج عنهم وذلك من خلال المناصب التي تقلب فيها، وكان له وقع طيب في قلوب الأردنيين لما كان يتمتع به من كريم الأخلاق وطيب الصفات، وكان على صلة طيبة بجميع الناس محبوباً لديهم على اختلاف فئاتهم وأصولهم.

## حياته
ورث الأمير زيد بن شاكر عن والده الكثير من الصفات التي كانت لصيقة بشخصه فقد كان اجتماعياً يحب الاختلاط بالآخرين مخلصاً وصادقاً في تعامله فوالده هو الأمير شاكر بن زيد الذي كان أحد قادة الجيوش العربية المشاركة في الثورة العربية الكبرى التي قادها الشريف الحسين بن علي وأحد أمراء الهاشميين في مكة المكرمة والأردن .
حصل على شهادة الدراسة الثانوية من كلية فكتوريا بالإسكندرية عام 1951 ثم تابع تلقي علومه العسكرية في كلية ساندهيرست العسكرية البريطانية عام 1955 والتحق بكلية القيادة والأركان في الولايات المتحدة عام 1964.
شغل زيد بن شاكر منصب المرافق الخاص للملك الحسين بن طلال بين عامي (1955– 1957) وعين مساعداً للملحق العسكري الأردني في بريطانيا من (1957 – 1958) وكان قائداً للواء مدرع وفرقة مدرعة من عام (1964 – 1970).
وفي الأول من أغسطس عام 1970 اسند إليه منصب مساعد رئيس الأركان لشؤون العمليات وظل في منصبه حتى سنة 1972 حين تم تعيينه رئيساً لأركان القوات المسلحة الأردنية وبقي في القوات المسلحة حتى عام 1988 حيث صدرت الإرادة الملكية بتكليفه بتشكيل الحكومة وإجراء الانتخابات النيابية وبقي في هذا المنصب حتى عام 1990 حيث تم تعينه رئيساً للديوان الملكي بعدها بحوالي خمس سنوات صدرت الإرادة الملكية بالموافقة على تشكيل حكومته الثانية.

## حركة الضباط الأحرار الأردنيين
التحق في الجيش العربي الأردني وكان ضمن المجموعة الأولى للضباط الذين شكّلوا طليعة الجيش في حركته يوم 1 مارس 1956، والذين كانوا أعضاء في التنظيم السرّي واشتركوا في تنفيذ قرار تحرير الجيش من الجنرال غلوب باشا وإلغاء المعاهدة الأردنية البريطانية وهم 
- القائد الركن : علي أبو نوار ، قائد حركة الضباط .
- القائد الركن : محمود الروسان ، ملحق عسكري في واشنطن .
- القائد : محمود الموسى .
- الرئيس : أحمد زعرور .
- الرئيس : قاسم الناصر ، كان معفى من الخدمة ومن مؤسسي الحركة .
- الرئيس : سلامة عتيّـق .
- الملازم الأول : مازن عجلوني .
- الملازم الأول : عصام الجندي .
- الملازم الثاني : الشريف زيد بن شاكر .
- الملازم الثاني : غازي عربيات .
- الملازم الثاني : عدنان صدقي القاسم .
- الملازم الثاني : ياسين الساطي .
- الملازم الثاني : سعيد السبع .
- الملازم الثاني : محمد عربيات

## المناصب التي شغلها
- 1955-1957 : مرافقاً للملك الحسين بن طلال
- 1957-1958 : مساعد ملحق عسكري في السفارة الأردنية ،بريطانيا
- 1964-1970 : قائد لواء مدرع وفرقة مدرعة
- ترفع إلى رتبة عقيد وإلى قائد السلاح الملكي المدرع
- ترفع إلى رتبة عميد وإلى قائد فرقة مدرعة
- 1 آب،1970 : أسند إليه منصب مساعد رئيس هيئة الأركان لشؤون العمليات
- 5 آذار، 1973 : عيّن رئيساً لهيئة الأركان ورئيساً للديوان الملكي الهاشمي ومستشار للملك الحسين بن طلال لشؤون الجيش العربي
- تشرين أول 1974 : ترفع إلى رتبة فريق
- 8 كانون الثاني 1976: قائد عام للقوات المسلحة الأردنية
- آب 1984 : ترفع إلى رتبة فريق أول
- حزيران 1987 : ترفع إلى رتبة مشير
- 27 نيسان 1989 : رئيس الوزراء ووزير الدفاع
- 7 كانون أول 1989 : رئيس الديوان الملكي الهاشمي
- 21 تشرين الثاني 1991 : رئيس الوزراء ووزير الدفاع
- 14 تشرين أول 1993 : رئيس الديوان الملكي الهاشمي
- 8 كانون الثاني 1995-4 شباط 1996 : رئيس الوزراء ووزير الدفاع
- 4 شباط 1996 منحه الملك الحسين بن طلال لقب (أمير)

## الأوسمة
تقديراً لجهوده ونشاطه فقد حصل على العديد من الأوسمة من أبرزها وسام الكوكب الأردني من الدرجة الأولى ووسام النهضة من الدرجة الأولى ووسام النهضة المرصع.

## وفاته
توفي الأمير زيد بن شاكر في 30 أغسطس 2002 في عمان إثر نوبة قلبية مفاجئة، وصلي عليه في مسجد الحرس الملكي ودفن في المقابر الملكية.

## روابط خارجية
- زيد بن شاكر على موقع مونزينجر (الألمانية)